# ماچئی دیچر
ماچی دیچر (لهستانی: Maciej Dejczer؛ زادهٔ ۱۵ ژوئیهٔ ۱۹۵۳) کارگردان فیلم و فیلم‌نامه‌نویس اهل لهستان است.
از فیلم‌ها یا مجموعه‌های تلویزیونی که وی در آن‌ها نقش داشته‌است، می‌توان به نامه به بابا نوئل ۲، حالا یا هرگز!، ۳۰۰ مایل تا بهشت، خودِ زندگی، مأموریت افغانستان و ع چون عشق اشاره نمود.